# Ischnolea piim
Ischnolea piim är en skalbaggsart som beskrevs av Maria Helena M. Galileo och Martins 1996. Ischnolea piim ingår i släktet Ischnolea och familjen långhorningar. Inga underarter finns listade i Catalogue of Life.